# Svarttjärnen (Norrala socken, Hälsingland, 680740-156704)
Svarttjärnen är en sjö i Söderhamns kommun i Hälsingland och ingår i Nianån-Norralaåns kustområde.